# Alligators en kaaimannen
Alligators en kaaimannen, ook wel alligators en kaaimans (Alligatoridae) zijn een familie uit de orde krokodilachtigen (Crocodilia). De familie omvat alle alligators en kaaimannen.

## Naam en indeling

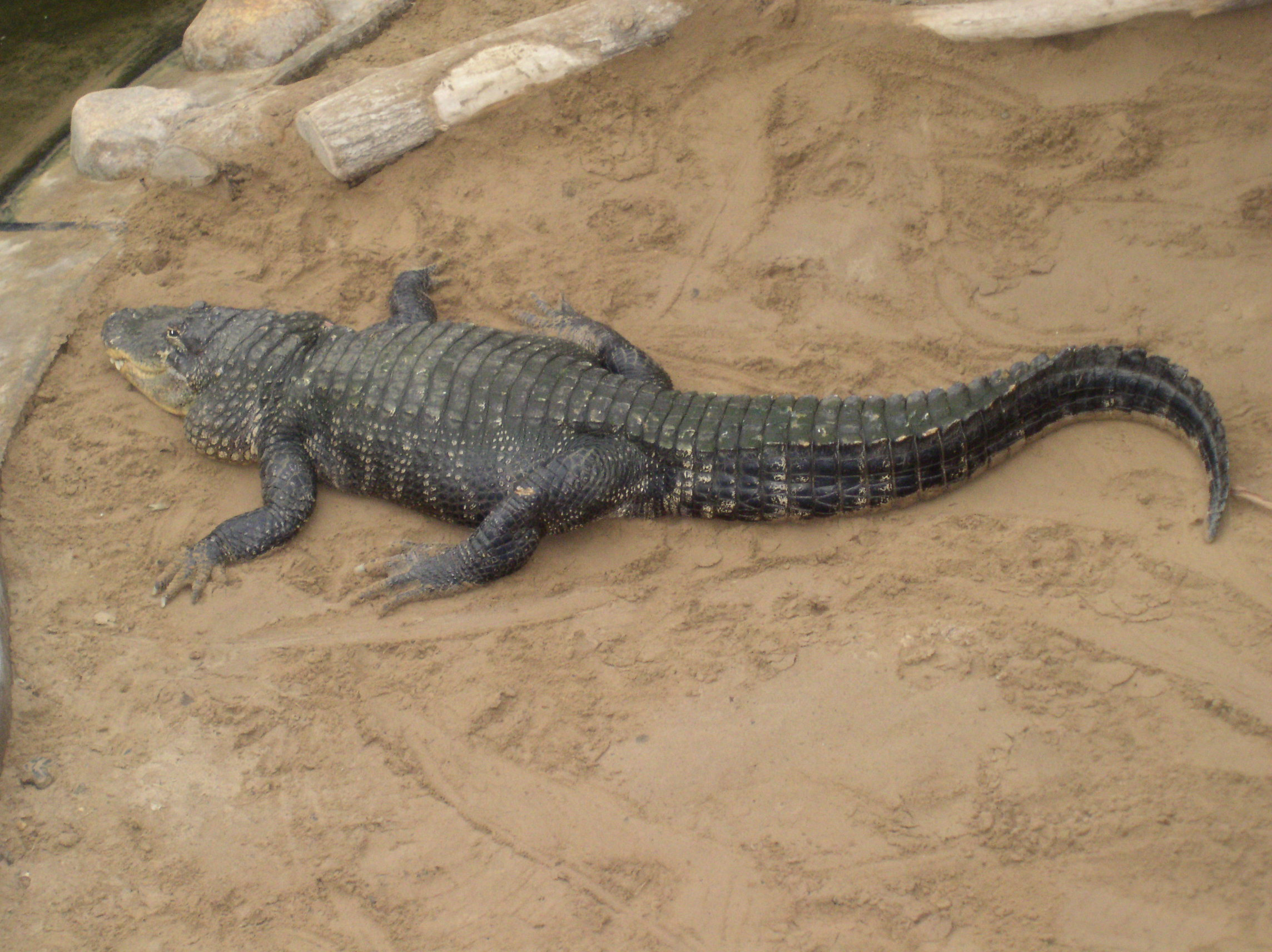
Mississippialligator (Alligator mississippiensis)

De wetenschappelijke naam van de groep werd voor het eerst voorgesteld door John Edward Gray in 1845. Er zijn acht moderne soorten, die worden onderverdeeld in de echte alligators (onderfamilie Alligatorinae, geslacht Alligator) en de kaaimannen (onderfamilie Caimaninae, geslachten Caiman, Paleosuchus en Melanosuchus).
De echte alligators worden nog door twee soorten vertegenwoordigd: de mississippialligator in Noord-Amerika en de Chinese alligator die in de Yangtze leeft. De kaaimannen leven in Centraal- en Zuid-Amerika, en worden vertegenwoordigd door zes soorten.

## Onderverdeling
Familie Alligatoridae
- Onderfamilie Alligatorinae (Alligators)
  - Geslacht Alligator
    - Soort Mississippialligator (Alligator mississippiensis)
    - Soort Chinese alligator (Alligator sinensis)
- Onderfamilie Caimaninae (Kaaimannen)
  - Geslacht Brilkaaimans (Caiman)
    - Soort Brilkaaiman (Caiman crocodilus)
    - Soort Breedsnuitkaaiman (Caiman latirostris)
    - Soort Yacarekaaiman (Caiman yacare)

  - Geslacht Melanosuchus
    - Soort Zwarte kaaiman (Melanosuchus niger)

  - Geslacht Gladvoorhoofdkaaimans (Paleosuchus)
    - Soort Cuviers gladvoorhoofdkaaiman (Paleosuchus palpebrosus)
    - Soort Schneiders gladvoorhoofdkaaiman (Paleosuchus trigonatus)

## Uiterlijke kenmerken
De echte alligators kunnen tot bijna zes meter lang worden, maar bereiken meestal een lichaamslengte van drie tot vier meter. Kaaimannen zijn beduidend kleiner (1,80-2,50 m), maar de zwarte kaaiman is een uitzondering die een lichaamslengte tot 4,5 m kan bereiken. Over het algemeen genomen zijn krokodillen gevaarlijker voor mensen dan alligators.
De alligators en kaaimannen hebben net als echte krokodillen (Crocodylidae) en gavialen (Gavialidae) hun eigen unieke kopvorm. De kop van echte alligators lijkt op die van krokodillen maar is iets korter en breder. Het belangrijkste verschil is dat er bij een alligator met gesloten bek alleen boventanden te zien zijn, geen ondertanden zoals bij een krokodil. Kaaimannen hebben dezelfde schedelvorm als alligators, alleen nog wat korter en breder. Ze vangen er meestal vrij kleine prooien mee.